# Dušan Valenčič
Dušan Valenčič (* 28. februar 1912, Brestanica pri Zidanem mostu, † 08. oktobra 2001, Ljubljana), slovenski farmacevt, farmakognost in specialist za gojenje zdravilnih rastlin.

## Življenje in delo
Končal je študij farmacije v Zagrebu in tam nadaljeval še s študijem agronomije, ki pa ga zaradi začetka druge svetovne vojni ni končal. Leta 1953 je v sklopu Medicinske fakultete v Ljubljani ustanovil Poskusno postajo za zdravilne rastline. Kmalu je bila preseljena v Goričane in pridružena novoustanovljenemu Zavodu za farmacijo. Bil je predsednik Zveze društev za zdravilne rastline Jugoslavije. Od leta 1963 do 1967 ravnatelj Srednje farmacevtske šole v Ljubljani. 
Deloval je predvsem na  področju pridelovanja in predelovanja zdravilnih zelišč. Kot ustanovitelj Inštituta za gojenje zdravilnih rastlin je bil  pionir uvajanja plantažnega gojenja zdravilnih rastlin, kar je povezal s kemično analizo učinkovin v njih ter uporabo zdravilnih drog v zdravstvu.
Je avtor proročnika "Gojenje zdravilnih in dišavnih rastlin", ki je izšel leta 1957 in bil prvi priročnik o gojenju zdravilnih rastlin na Slovenskem. V drugi, dopolnjeni izdaji, je s sodelovanju pritegnil svojega nekdanjega asistenta na Goričanah, kasneje vrhunskega strokovnjaka s tega področja, prof.dr. Jožeta Spanringa.

## V medijih
- Dragica Bošnjak: Dušan Valenčič (1912-2001), Delo, Leto 43, št. 246 (24. okt. 2001), str. III.

## Pomembna dela
- Dušan Valenčič: Gojenje zdravilnih in dišavnih rastlin, Založba Kmečka knjiga, Ljubljana 1957.
- Dušan Valenčič, Jože Spanring, Gojenje zdravilnih rastlin in dišavnic, Inštitut za kulturne stike, Portorož, 2000. ISBN 961-90862-0-1